# Gurdial Singh
Gurdial Singh (10 de janeiro de 1933 - 16 de agosto de 2016 foi um escritor, novelista e contista panjabi de Punjab, Índia. Ele começou sua carreira literária em 1957 com um conto, Bhaganwale. Ele se tornou conhecido como romancista, quando ele publicou a novela Marhi Da Deeva em 1964. Dois das suas novelas foram transformadas em filmes, incluindo Marhi Da Deeva (1989) dirigido por Surinder Singh e Anhe Ghore Da Daan (2011) dirigido por Gurvinder Singh. Após Amrita Pritam ele é o segundo escritor Punjabi para receber o Prêmio Jnanpith.